# Vuurbuikspecht
De vuurbuikspecht (Chloropicus pyrrhogaster, synoniemen:Dendropicos pyrrhogaster en  Thripias pyrrhogaster) is een vogel uit de familie Picidae (spechten).

## Verspreiding en leefgebied
Deze soort komt voor van Guinee tot westelijk Kameroen.